# 痂锈菌属
痂锈菌属（学名：Ochrospora），也称紫藤锈病属，是栅锈菌科下的一个属。

## 下属物种
本属包括以下物种：
- 美赭痂锈菌 Ochrospora ariae (Fuck.) Ramsb.